# Frank Mason
Frank Leo Mason III (Petersburg, Virginia, 3 de abril de 1994) es un baloncestista estadounidense que pertenece a la plantilla del Limoges CSP de la LNB Pro A francesa. Con 1,80 metros de estatura, juega en la posición de base.

## Trayectoria deportiva

### Primeros años
Asistió en su época de instituto al Petersburg High School de su localidad natal, donde anotó 1.901 puntos en las cuatro temporadas que disputó, la segunda mejor marca de la historia de la institución, solo superado por el miembro del Basketball Hall of Fame Moses Malone.
Mason se había comprometido con la Universidad Towson durante su último año de instituto, pero perdió su eligibilidad tras no superar un examen. Asistió entonces a la Academia Militar Massanutten, en Woodstock, Virginia. Tras ser descubierto jugando el circuito de la Amateur Athletic Union por Kurtis Townsend, entrenador asistente de la Universidad de Kansas, le ofrecieron una beca para jugar en su equipo.

### Universidad
Jugó cuatro temporadas con los Jayhawks de la Universidad de Kansas, en las que promedió 13,0 puntos, 3,4 rebotes, 4,0 asistencias y 1,1 robos de balón por partido. En su segunda y tercera temporada fue incluido en el segundo mejor quinteto de la Big 12 Conference.
Pero fue en su temporada sénior cuando explotó, convirtiéndose en el primer jugador de la historia de la Big 12 en promediar más de 20 puntos y 5 asistencias en una temporada. Recibió al finalizar la misma la mayor parte de los galardones posibles para un baloncestista universitario, comenzando con el Premio al Jugador del Año de la Big 12, y posteriormente, a nivel nacional recibiría el Associated Press College Basketball Player of the Year, el Premio Sporting News al Baloncestista Universitario del Año, el Naismith College Player of the Year, el Trofeo Oscar Robertson, o el Jugador del Año de la NABC.

#### Estadísticas
| Año     | Equipo | PJ  | PT  | MPP  | %TC  | %3P  | %TL  | RPP | APP | ROB | TPP | PPP  |
| ------- | ------ | --- | --- | ---- | ---- | ---- | ---- | --- | --- | --- | --- | ---- |
| 2013–14 | Kansas | 35  | 3   | 16.2 | .417 | .327 | .662 | 1.3 | 2.1 | .5  | 0   | 5.5  |
| 2014–15 | Kansas | 36  | 36  | 33.5 | .441 | .429 | .786 | 3.9 | 3.9 | 1.4 | .1  | 12.6 |
| 2015–16 | Kansas | 38  | 38  | 33.5 | .434 | .381 | .739 | 4.3 | 4.6 | 1.3 | .1  | 12.9 |
| 2016–17 | Kansas | 36  | 36  | 36.1 | .490 | .471 | .794 | 4.2 | 5.2 | 1.3 | .1  | 20.9 |
| Total   | Total  | 145 | 113 | 30.0 | .454 | .420 | .763 | 3.4 | 4.0 | 1.1 | .1  | 13.0 |

### Profesional
Fue elegido en la trigésimo cuarta posición del 2017 por Sacramento Kings, con los que firmó contrato el 12 de julio. Debutó como profesional el 21 de octubre en un partido ante Denver Nuggets, en el que consiguió 7 puntos, 2 rebotes y 1 asistencia. En su primera temporada en el equipo promedió 7,9 puntos y 2,8 asistencias por partido.
Tras ser despedido el 4 de julio de 2019 por los Kings, tres semanas después firmó un contrato dual con Milwaukee Bucks y su filial en la G League, los Wisconsin Herd. Al término de la temporada, le nombraron MVP de la NBA Development League.
El 2 de febrero de 2021, Mason firma un contrato dual con Orlando Magic, y que le permite jugar también con su filial de la NBA G League, los Lakeland Magic. Fue despedido el 15 de febrero, tras disputar solo cuatro partidos.
En octubre de 2021, firma un contrato para disputar la pretemporada con Los Angeles Lakers. Tras ser cortado, firmó con su filial, los South Bay Lakers.
El 24 de febrero de 2022 fue enviado, junto con una selección de primera ronda de 2022, a Wisconsin Herd a cambio de Tremont Waters y una selección de segunda ronda de 2022.
El 16 de enero de 2023, firma por el SLUC Nancy Basket de la LNB Pro A francesa.
El 5 de octibre de 2024 firmó con los Fujian Sturgeons de la Chinese Basketball Association (CBA).
El 10 de agosto de 2025 fichó por el CSP Limoges de la LNB Pro A francesa.

### Selección nacional
Formó parte del Team USA que se llevó el oro en la Universiada de 2015 en Gwangju.
En septiembre de 2022 disputó con el combinado absoluto estadounidense el FIBA AmeriCup de 2022, ganando el bronce al ganar la final de consolación ante el combinado canadiense.

## Estadísticas de su carrera en la NBA

### Temporada regular
| Año     | Equipo     | PJ  | PT | MPP  | %TC  | %3P  | %TL  | RPP | APP | ROB | TPP | PPP |
| ------- | ---------- | --- | -- | ---- | ---- | ---- | ---- | --- | --- | --- | --- | --- |
| 2017-18 | Sacramento | 52  | 2  | 18.9 | .379 | .360 | .817 | 2.5 | 2.8 | .7  | .2  | 7.9 |
| 2018-19 | Sacramento | 38  | 0  | 11.4 | .420 | .219 | .684 | 1.1 | 2.2 | .4  | .1  | 5.1 |
| 2019-20 | Milwaukee  | 9   | 0  | 13.1 | .451 | .286 | .588 | 2.1 | 3.2 | .6  | .1  | 6.9 |
| 2020-21 | Orlando    | 4   | 1  | 19.8 | .375 | .400 | .714 | 3.0 | 3.0 | .0  | .0  | 6.3 |
| total   | total      | 103 | 3  | 15.7 | .396 | .301 | .755 | 2.0 | 2.6 | .5  | .1  | 6.7 |